# Epilobium nerterioides

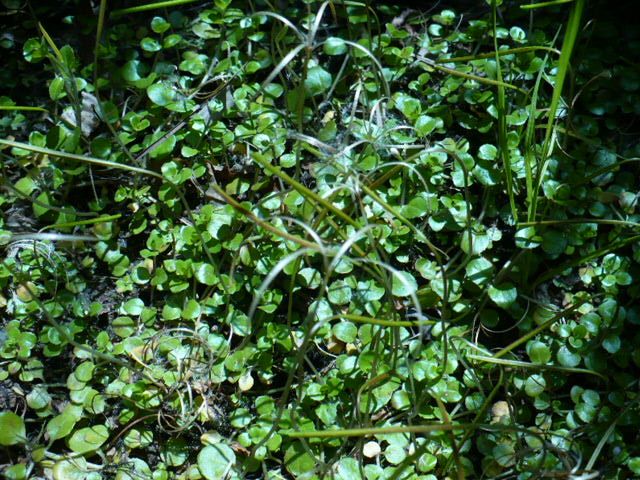
Epilobium nertertoides

Epilobium nerterioides är en dunörtsväxtart som beskrevs av Allan Cunningham.
Epilobium nerterioides ingår i släktet dunörter och familjen dunörtsväxter. Inga underarter finns listade i Catalogue of Life.